# Palau Ducal de Gandia
El palau Ducal de Gandia, conegut també com el palau dels Borja, és un dels edificis d'arquitectura civil més característic i impressionant del seu temps. La història de l'edifici s'allarga durant set segles i constitueix en l'actualitat un variat mostrari d'estils arquitectònics, des del gòtic dels segles xiv i xv, aportacions renaixentistes del segle xvi, ampliacions i transformacions barroques pròpies dels segles xvii i xviii i, finalment, reconstruccions neogòtiques de final del xix i principi del xx.

## Història
El palau fou construït pels ducs reials de la Corona d'Aragó, i en fou Alfons el Vell l'iniciador, on tingueren la residència principal i on mantingueren una cort on s'envoltaren de poetes com Pere March o Ausiàs March. El 1485, Roderic de Borja (futur Alexandre VI), compra a Ferran el Catòlic el ducat de Gandia i amb aquest el palau, on s'instal·larà la dinastia ducal dels Borja, i en destaca el IV duc, sant Francesc de Borja. Continuà en mans dels Borja fins al 1740, en què passa a mans de la casa d'Osuna.
La companyia de Jesús el va comprar (1889) quasi en ruïnes, i a partir d'aleshores el restaurà i se n'ocupà del manteniment, centrant el palau a l'entorn de la figura del seu III general de la Companyia de Jesús, sant Francesc de Borja.

## Estructura

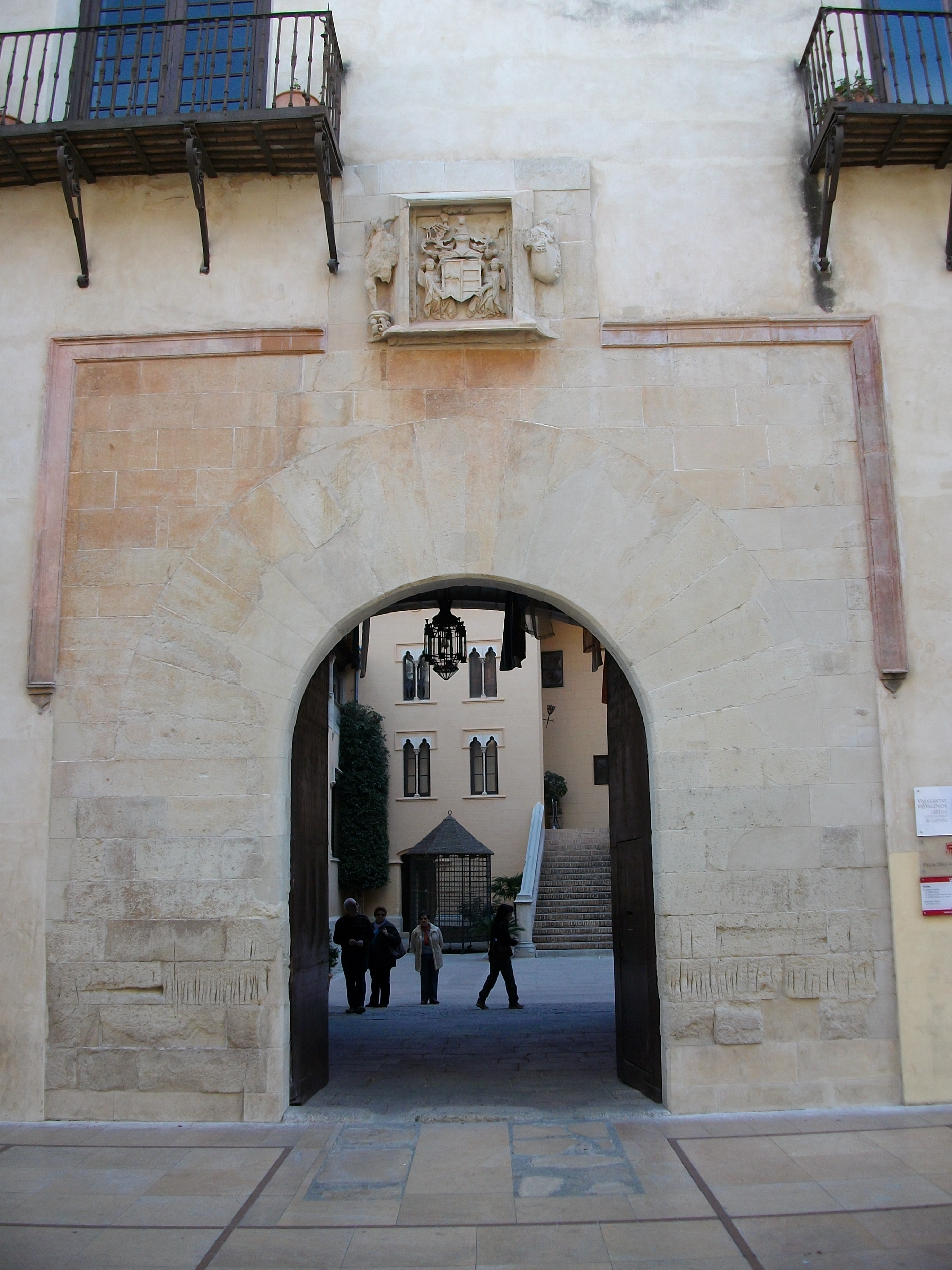
Façana principal

El palau era dins del primer cercle de muralles que va tindre Gandia, a tocar de l'Ajuntament i de la col·legiata de Santa Maria. Té una planta irregular, organitzada al voltant de patis, típic del gòtic mediterrani. El palau és resultat de les distintes edificacions que van anar construint-se sense un pla previ; així doncs, els salons més antics són al voltant del pati d'armes i els més moderns, al voltant del pati de la cisterna.

### Exterior
La façana principal està construïda en maçoneria i rajola, amb dos nivells, a banda dels baixos. La façana actual, a excepció de la porta, prové de les reformes fetes al segle xvii.
El pis principal s'ordena a base de sis balcons adovellats que corresponen a diversos salons del palau (majorment de la sala de les Àguiles), i que van substituir les finestres coronelles gòtiques anteriors.
L'accés principal al palau es fa a través d'una porta de mig punt, amb grans dovelles de pedra, característica de l'arquitectura gòtica civil dels segles xiv i xv. A sobre de la porta hi ha l'escut de la família Borja.

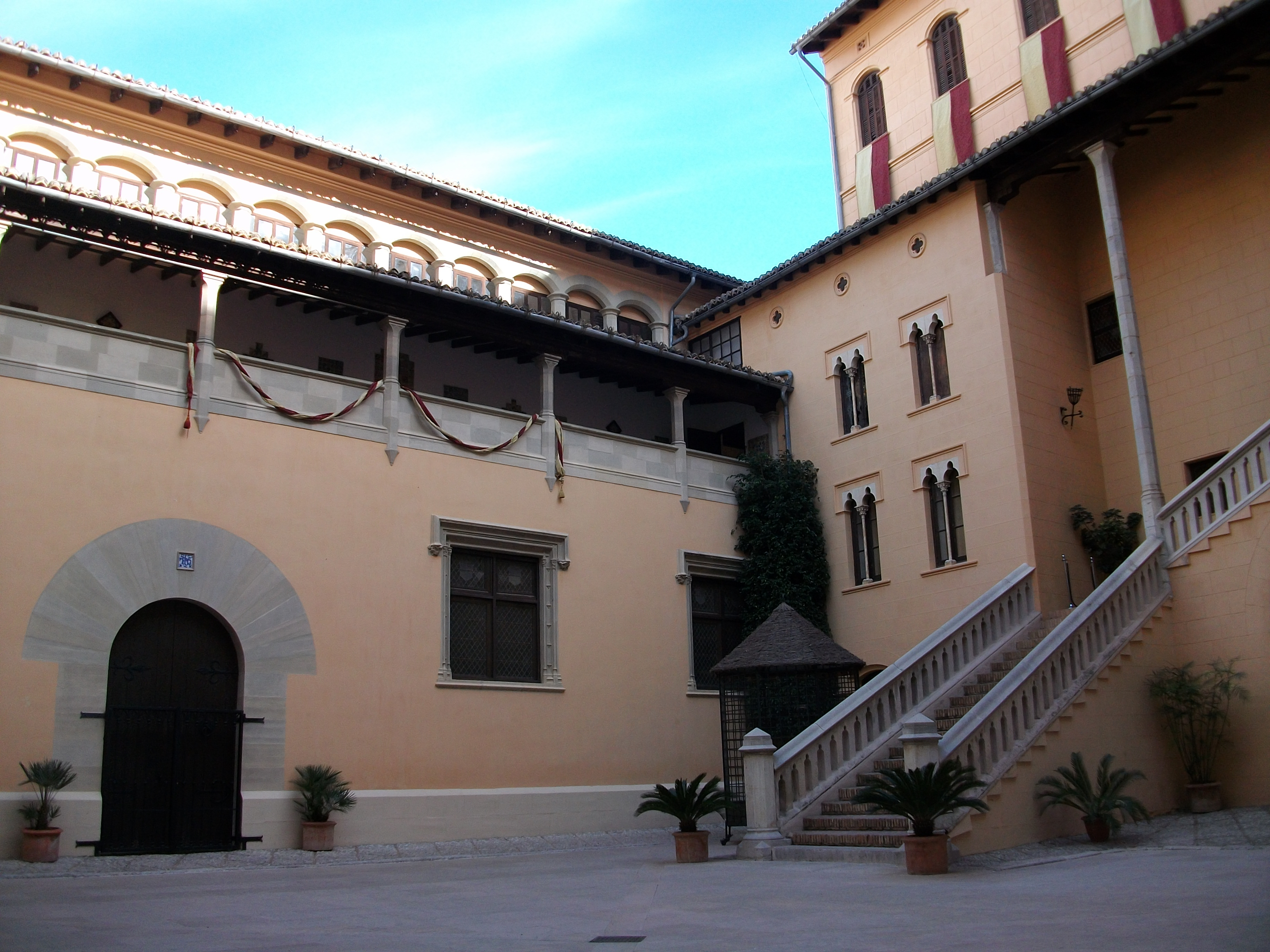
Pati d'armes del palau

### Pati d'armes
Després d'accedir des del carrer, s'arriba a un ampli vestíbul, on destaca l'enteixinat, dels més antics del palau. A través d'un arc escarser (del temps del duc Alfons el Vell) es passa al pati. És aquest de planta trapezoidal i serveix per a articular les diferents estances de l'edifici: en la crugia frontal hi ha l'escala d'honor, la Santa Capella, i el saló de Corones; la crugia lateral esquerra correspon a l'església neogòtica del palau; a la de la dreta estan els salons dels Carròs, dels Centelles i dels estats de Sardenya; l'última de les quatre crugies està damunt del vestíbul amb la cambra de la Duquessa i la sala de Sant Miquel o sala de les Àguiles.

### Pati de la Cisterna
També conegut com a pati de les Canyes, s'organitza al voltant de quatre crugies: la que està enfront del riu Serpis té sis finestres altes d'estil neogòtic; la de la dreta d'aquesta conté les dependències personals dels jesuïtes, i s'estén cap a l'altra crugia, que dona a l'antiga torre. L'última correspon a la galeria Daurada. Sota el pati està la cisterna, un espai en forma de volta de canó.

### Saló de Corones
És una de les estances més destacables del tot el conjunt, de grans dimensions, amb finestres que donen al pati d'armes i a la banda del riu. Aquesta sala és resultat de l'ampliació de l'espai que abans ocupaven tres sales més petites i de l'augment de l'alçada i la col·locació de l'enteixinat de fusta, obra del IV duc de Gandia. El nom de la sala prové de les corones que decoren l'enteixinat. Un sòcol de ceràmica de tipus valencià recorre tota la sala; es tracta de la tècnica de l'aresta o intubació i és originària de Triana (Sevilla).
La funció del saló de les Corones fou la de sala d'audiències i per a l'administració de justícia. La finestra que dona al pati d'armes és l'única original conservada. Es tracta d'una finestra coronella gòtica, típica del gòtic valencià, amb tres columnes que sostenen arcs lobulats emmarcats per una motllura. Avui dia, estan penjats a les parets una sèrie de tapissos (s. xx) que narren escenes de la vida del IV duc i sant.

### Estança del Duc
Abans de la compra del palau pels jesuïtes, va ser el despatx de sant Francesc de Borja, però aquests la convertiren en capella envers 1896. La construïren en estil neogòtic; el sostre imita una volta de creueria estrelada acabada al centre per quatre àngels i les parets es decoren amb una sèrie inacabada d'imatges de sants.

### La Santa Capella
Aquesta petita capella fou l'antic oratori de sant Francesc de Borja, però es creu que l'espai és anterior perquè conserva paviment original del segle xiv. Les grisalles dels murs laterals són obra de Filippo Paolo de San Leocadio i representen els quinze misteris del rosari.
L'aspecte de luxe actual es deu també a una intervenció del finals del segle xix, duta a terme pel germà Corones, que restaurà les pintures i les protegí amb vidres. El sostre es va recobrir de marbres i el paviment va ser decorat amb un treball de marqueteria de fustes exòtiques.

### Galeria de les Ceràmiques
Des d'ací s'observa el pati d'armes i s'han col·locat, a manera de petit museu, distintes peces ceràmiques que decoraren el palau. Hi ha ceràmica de «l'alfardó» (s. xv), dobles corones i farpes (s. xvi), ceràmica del «molinell» i flors de lis i restes de rocalles de la galeria Daurada (s. xviii).

### Cambra de la Duquessa
Lloc on suposadament va nàixer sant Francesc de Borja el 28 d'octubre de 1510. Els tres arcs (de pedra artificial) a manera de diafragma col·locats a principis desegle xx emmarquen el lloc on la tradició situa el naixement del sant, però també delimita un dels paviments més antics del palau. És una ceràmica denominada de l'encadenat de traça morisca i del segle xv probablement. Al centre de la sala, encara s'observen restes del paviment ceràmic del segle xviii. Les finestres de la sala eren originàriament gòtiques (coronelles), però en la reforma barroca van ser substituïdes per balcons.

### Sala de Sant Miquel o saló de les Àguiles

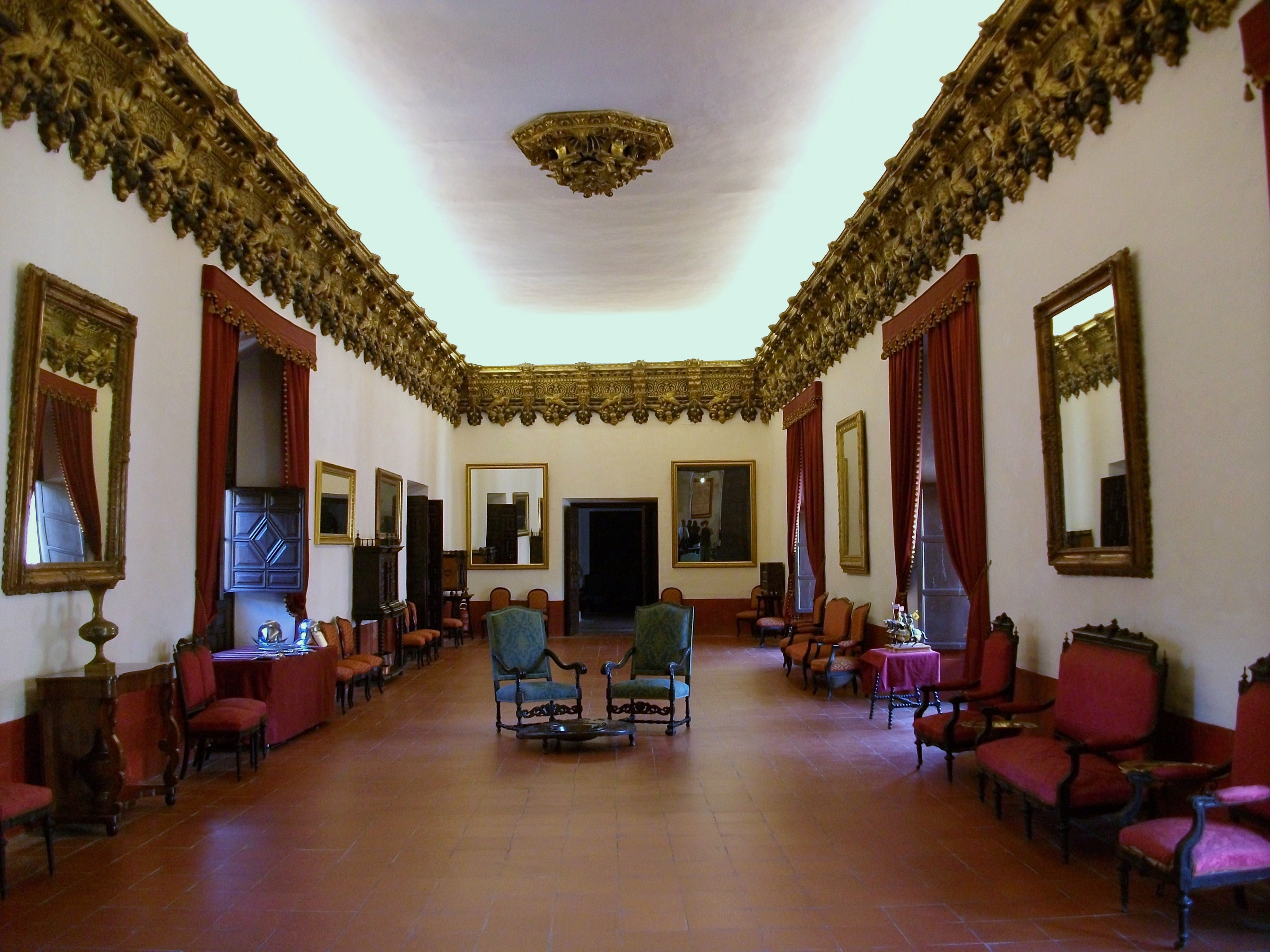
Saló de les Àguiles

Aquesta sala fou la principal del palau. És un gran espai circular amb un enteixinat de fusta (del s. xv), però ocult darrere una volta falsa. Durant el barroc, es redecorà amb un fris i una cornisa sostinguda per mènsules amb formes animals (les àguiles que donen nom a la sala). Al centre, hi ha un floró que, igual que la resta de l'enteixinat, és de fusta i recobert amb pa d'or.

### Sala dels estats deSardenya
Destaca el seu enteixinat del segle xvi, amb una gran biga al centre i amb rostres tallats. L'altre element ressenyable és el sòcol ceràmic del «mocadoret» molt comú a l'antic Regne de València.

### Sala Verda
Aquesta estança serveix de comunicador entra la galeria Daurada, la Torreta amb la sala de Sant Miquel i la dels estats de Sardenya.
L'alt enteixinat és del segle xvi i té ceràmica envoltant-la del segle xvii, típicament del barroc valencià (verds, grocs, blaus i perfilat en manganès).
La sala s'ha dedicat a la memòria de la companyia de Jesús i del seu sant.

### Estança de la Torreta
També coneguda com l'habitació de l'àvia per la duquessa Maria Enríquez (àvia de sant Francesc de Borja). Està en la part més antiga del palau; s'hi pot observar una escala de caragol en un lateral i una finestra que dona al pati de la Cisterna. Però més important és el seu paviment. Es tracta de paviment de l'alfardó dels segles xiv o xv, de tradició àrab i freqüent en la zona: es compon per una peça hexagonal allargada que compon un mosaic amb una peça quadrangular més menuda, tot decorat en blau sobre vernís blanc.
S'hi conserven també distintes parts de retaules gòtics i renaixentistes.

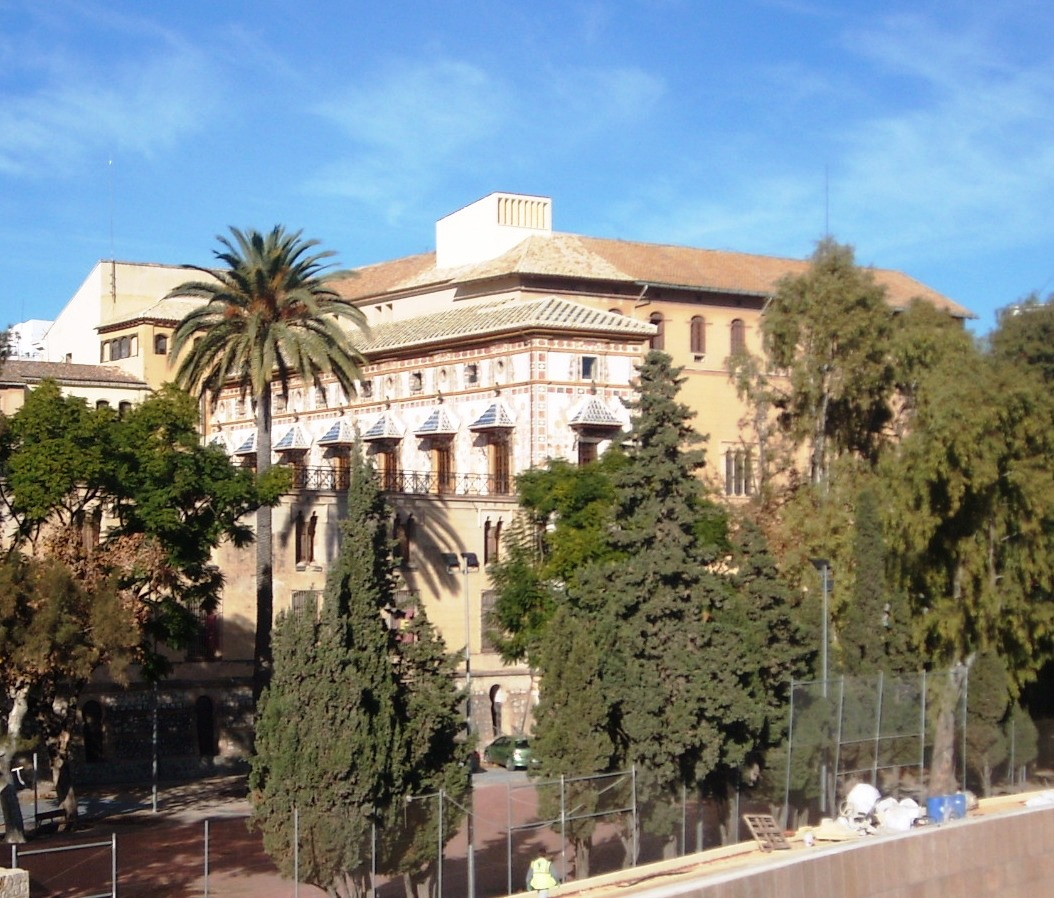
Diverses parts del palau des del pont de vianants que creua el riu Serpis

### Galeria Daurada
L'obra nova o galeria Daurada és una de les obres més importants que s'han fet a l'edifici. El motiu de la seua construcció fou la celebració de la canonització de sant Francesc de Borja per part del X duc de Borja. Aquest manà edificar-la sobre la terrassa que donava al pati de la cisterna i es conclogué a principis del segle xviii.
Està formada per cinc salons continus (saló Heràldic, saló de l'Estora, saló de la Canonització, saló de la Sagrada Família i saló de la Glorificació) separats per pòrtics de fusta, que es poden obrir per fer més gran la sala. Tot això decorat amb rocalles, grotescos i daurats típicament barrocs. La successió de pòrtics, els espills i l'augment de la llum com més s'acosta el final contribueixen a la sensació d'escenografia i teatralitat, també propis d'aquesta època barroca.
Els sostres de cadascun dels salons estan decorats amb teles pintades (i després col·locades al sostre, més barat que la tècnica al fresc), amb escenes que donen nom a cada saló. En l'últim saló de la Glorificació, hi ha el gran paviment ceràmic i d'estructura circular que representa els quatre elements, del segle xviii. Les façanes exteriors de la galeria Daurada estan decorades amb pintures murals barroques.